# Шлайц (Тюрингия)
Шлайц, Шлейц (нем. Schleiz) — город в Германии (ФРГ), районный центр, расположен в земле (государстве) Тюрингия. 
Город входит в состав района Заале-Орла.  Население составляет 8 698 человек (на 31 декабря 2010 года).
Населённый пункт подразделяется на 10 городских районов, и занимает площадь 83,03 км². Официальный код ФРГ — 16 0 75 098.

## История
Город расположен на реке Визе.  В период наполеоновских войн, 9 октября 1806 года, французские агрессоры, под начальством великого офицера империи Л. Н. Даву, при Шлейце одержали решительную победу над прусскими войсками под начальством Б. Ф. Э. Тауэнцина. Генерал Тауэнцин имел дело с 27-м лёгкопехотным полком под командой генерала Мэзона и с 94-м и 95-м линейными дивизионами Друэ. Мюрат с четырьмя гусарскими и пятью стрелковыми полками лично вмешался в сражение и обеспечил таким образом первую победу французским войскам. 
В Германской империи Шлейц был главным городом и резиденцией монархического государства — княжества Рейс-Шлейц. После объединения владений княжества Рейс младшей линии, с 1848 года, город служил второй (после Геры) резиденцией княжества Рейс младшей линии.
В конце XIX столетия существовала железнодорожная линия Шенберг — Шлейц, и она принадлежала Рейсскому княжеству, но эксплуатировалась саксонским государственным железнодорожным управлением. В 1896 году, его доходы составляли 3 893 506 марок, расходы 2 321 941 марку, государственный долг — 1 040 550 марок.
На начало XX столетия в населённом пункте были новый княжеский дворец, две церкви, одна из них старинная с княжеской усыпальницей. Гимназия, учительская семинария, институт для глухонемых, школа резьбы по дереву (резчиков по дереву). На 1903 год в городе проживало около 6 000 жителей. В городе и его окрестностях были развиты производство металлических изделий, игрушек, чулочных и трикотажных изделий, а также кожевенное и пивоваренное производства.

## Уроженцы
Ниже представлены некоторые уроженцы города:
- И. Ф. Бёттгер[9]
- В. А. Лаутербах
- А. Г. Нейтгардт[нем.][10]
- Г. А. Ридель
- и другие.